# Người Negrito

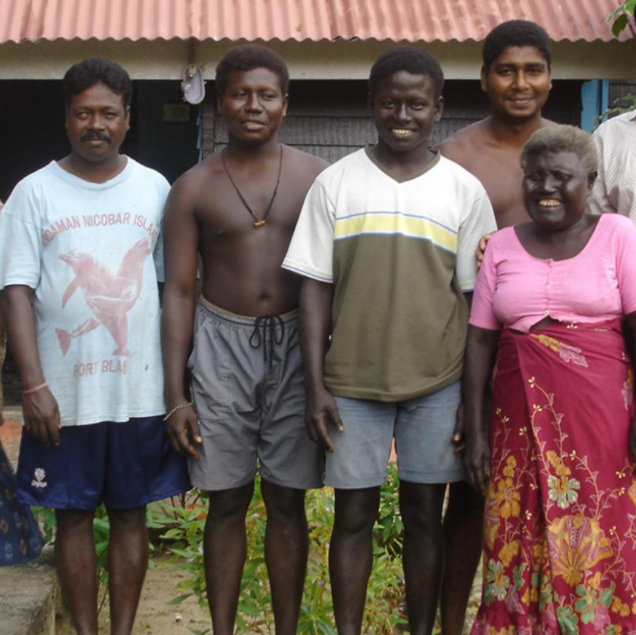
Onge, Quần đảo Andaman, Ấn Độ.

Người Negrito là những nhóm dân tộc sinh sống ở các vùng biệt lập ở Đông Nam Á. Quần thể hiện tại của họ bao gồm các dân tộc Andaman ở quần đảo Andaman, Semang ở Malaysia, Mani ở Thái Lan, và Aeta, Agta, Ati cùng chừng 30 dân tộc khác ở Philippines.
Dựa trên những điểm tương đồng về thể chất, Negritos từng được coi là một nhóm dân cư duy nhất gồm những người có quan hệ họ hàng gần. Tuy nhiên, các nghiên cứu di truyền cho thấy chúng nằm dọc theo một khe giữa các nhóm liên quan đến Đông Á và các nhóm liên quan đến Papuan, cho thấy rằng chúng bao gồm một số nhóm riêng biệt. Phần lớn họ đã bị thay thế hoặc hấp thụ vào các dân tộc Austronesian hoặc tạo thành các nhóm thiểu số ở các vùng cách biệt về địa lý.
Trong lịch sử, họ tham gia buôn bán với người dân địa phương nhưng cũng thường xuyên phải chịu các cuộc truy quét nô lệ trong khi cũng phải cống nạp cho các nhà cai trị và vương quốc Đông Nam Á địa phương kể từ năm 724 sau Công nguyên.

## Từ nguyên
"Negrito" theo tiếng Tây Ban Nha là "người da đen nhỏ bé", số nhiều là 'negritos', được các nhà thám hiểm châu Âu trước đây đặt ra để chỉ người da đen có tầm vóc nhỏ bé.
Thỉnh thoảng, một số người gọi người Negrito là Negrillo (người Pygmy), ghép họ chung với dân tộc của tầm vóc cơ thể tương tự như ở Trung Phi. Mặt khác Negrito thỉnh thoảng trước đây cũng được sử dụng để chỉ người Pygmy ở châu Phi.

## Nguồn gốc

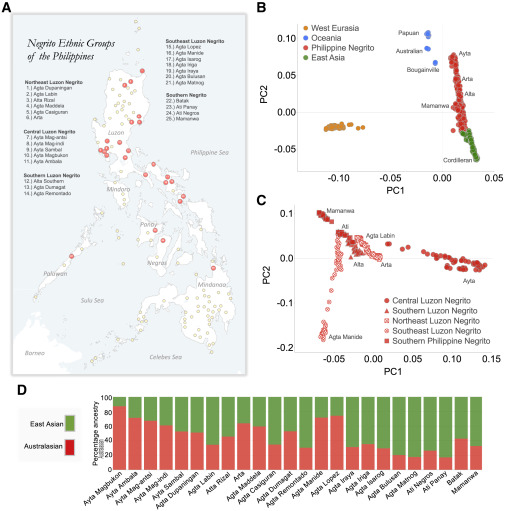
PCA đã tính toán trên các quần thể Âu-Á, bao gồm cả các mẫu Negrito. Người da đen cổ đại và hiện đại nằm dọc theo một khe giữa người Đông Á và người Papuans, không tạo thành một nhóm dân cư duy nhất.

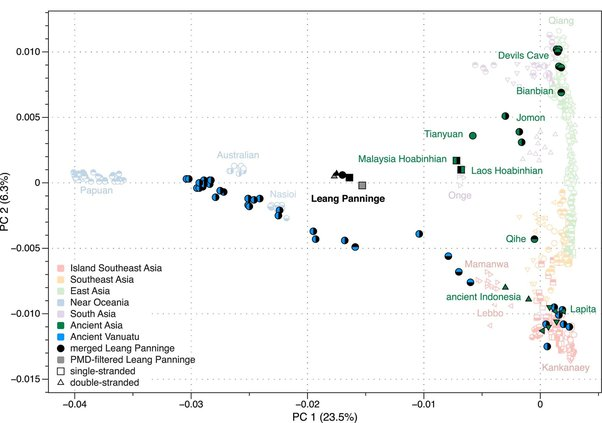
PCA đã tính toán cho người Đông Á và người Úc ngày nay và cổ đại. PC1 (23,8%) phân biệt người Đông Á và người Australo-Melanesia, trong khi PC2 (6,3%) phân biệt người Đông Á dọc theo đường cát từ Bắc đến Nam. Các mẫu Negrito được định vị dọc theo một khe núi giữa các nhóm Đông Nam Á và người Papuans. Một mẫu săn bắn hái lượm Holocen (Leang Panninge) ở Nam Sulawesi được phát hiện có khoảng 50% tổ tiên là người gốc Đông Á và 50% có tổ tiên là người Papuan.